# Musée archéologique de l'Agro falisco
Le musée archéologique de l'Agro falisco (en italien : Museo Archeologico dell'Agro Falisco) est un musée, situé au fort Sangallo (it), via del Forte à Civita Castellana en Italie.
Ouvert en 1977, il rassemble les découvertes faites à Civita Castellana (anciennement Falerii Veteres) et la région avoisinante. Depuis décembre 2014, la gestion du musée est assurée par le pôle muséal du Latium.

## Source de la traduction
- (it) Cet article est partiellement ou en totalité issu de l’article de Wikipédia en italien intitulé « Museo nazionale dell'Agro Falisco » (voir la liste des auteurs).